# Анна Австрійська
А́нна Австрі́йська (фр. Anne d'Austriche; 22 вересня 1601 — 20 січня 1666) — королева Франції (з 1615), дружина Людовика XIII Справедливого, донька Філіппа ІІІ, регентка в період неповноліття сина Людовика XIV (1643-1661), коли фактично правив кардинал Джуліо Мазаріні.

## Біографія
Анна народилася у Вальядоліді в Іспанії, належала до династії Габсбургів. Її батьками були Філіп III Благочестивий, король Іспанії, та Маргарита Австрійська. У віці 10 років була заручена з королем Франції Людовиком ХІІІ Справедливим. Коли їй виповнилося 15 років був офіційно укладений шлюб з Людовиком ХІІІ. Того ж дня одружився також її брат Філіп ІІІ з сестрою Людовика Єлизаветою Бурбонською — обидва шлюби були політичним поєднанням Бурбонів та Габсбургів, розраховані на зміцнення стосунків між монархіями обох країн. Анна не мала жодного уявлення про майбутнього чоловіка і завдяки домовленостям дипломатів опинилася у шлюбі із молодим королем, про якого майже нічого не знала.Після кількох невдалих вагітностей у подружжя народилося двоє синів.
Померла в Парижі 20 січня 1666 року.

## Родина
Чоловік — Людовик XIII Справедливий, король Франції
Діти:
- Людовик (1638—1715) — став наступником свого батька у віці 4 років, король Франції у 1643—1715 роках, був двічі одружений, мав шестеро дітей у шлюбі та численних позашлюбних нащадків;
- Філіпп (1640—1701) — герцог Орлеанський, був двічі одружений, мав шестеро дітей.